# Star (Dresden)
Star is een historisch merk van motorfietsen.
Star Fahrrad-Fabrik, K. Kretschmar & Co., Dresden. 
Duits merk dat in 1895 begon met de bouw van motorfietsen die - waarschijnlijk - onder Werner-patenten gebouwd werden en die de 1½ pk motor boven het voorwiel hadden. Nog voor 1900 werd de productie beëindigd.
- Andere merken met de naam Star, zie Star (Berlijn) - Star (Coventry) - Star (Luik) - Star (Wolverhampton).